# Нідеранвен (комуна)
Нідеранвен (люксемб. Nidderaanwen, фр. Niederanven, нім. Niederanven) — комуна Люксембургу. Входить до складу кантону Люксембург в окрузі Люксембург.

## Географія
Площа території комуни становить 41,36 км² (9-е місце за цим показником серед 116 комун Люксембургу).
Висота найвищої точки комуни над рівнем моря складає 429 метрів (35-е місце за цим показником серед комун країни), найнижчої — 241 метрів (53-є місце).

## Демографія
Станом на 2011 рік на території комуни мешкало 5 459 ос.
Динаміка чисельності населення:

## Адміністративний поділ
До складу комуни входять такі поселення:
| Поселення               | Населення за даними переписів: | Населення за даними переписів: | Населення за даними переписів: |
| Поселення               | на 31.03.1981                  | на 01.03.1991                  | на 15.02.2001                  |
| ----------------------- | ------------------------------ | ------------------------------ | ------------------------------ |
| Бірелергрунд/Бірелерхоф | н/д                            | 8                              | 10                             |
| Ернстер                 | 203                            | 304                            | 346                            |
| Хоштерт                 | н/д                            | н/д                            | 358                            |
| Нідеранвен              | 704                            | 1 265                          | 1 476                          |
| Оберанвен               | 288                            | 525                            | 672                            |
| Рамеладанж              | н/д                            | н/д                            | 671                            |
| Зеннінген               | 326                            | 379                            | 370                            |
| Зеннінгерберг           | н/д                            | н/д                            | 1 536                          |